# Vaccinium dominans
Vaccinium dominans är en ljungväxtart som beskrevs av Herman Otto Sleumer. Vaccinium dominans ingår i Blåbärssläktet, och familjen ljungväxter. Inga underarter finns listade i Catalogue of Life.